# زالگن
زالگن (به آلمانی: Salgen) یک شهر در آلمان است که در اونترالگوی واقع شده‌است. زالگن ۱٬۴۵۸ نفر جمعیت دارد.